# Мосна
Мосна је насеље у Србији у општини Мајданпек у Борском округу, недалеко од Доњег Милановца. Према попису из 2022. у насељу је било 510 становника (према попису из 2011. било је 720 становника).

## Историја
Прво познато насеље у атару Мосне датира из старијег Хелштата (гвоздено доба) и звало се Мрфаиа. Налазило се на левој обали Поречке реке, 1.500 метара удаљено од њеног ушћа у Дунав.
Прво историјско помињање Мосне датира из 1730. г (за време аустријске окупације 1718-1739. г.) када је „имала 11 кућа, у којима су живели Власи“. Први становници Мосне били су из (Неготинске) Крајине, а касније су се доселили „бегунци из Влашке“.
Мосна се на садашњој локацији налази од 1970. године, када је насеље измештено због изградње хидроелектране Ђердап (I). Стара Мосна се пре потапања налазила 2 km низводно низ Поречку реку. У атару старог села се налазило језеро, настало након земљотреса у 19. веку, за које се причало да је неки чобанин у њега бацио златнике, мислећи да су бакарне парице.

### Црква
Црква посвећена Сабору српских светитеља подигнута је 1907. године.

## Демографија
Према последњем попису из 2022. године у Мосни је живело 510 становника што је за 210 мање у односу на 2011. када је на попису било 720 становника. У насељу живи 443 пунолетниа становника, а просечна старост становништва износи 48,54 година (47,06 код мушкараца и 50,10 код жена).
Према подацима пописа из 2022. у насељу има 224 домаћинства, а просечан број чланова по домаћинству је 2,28 а према истом попису у насељу има 532 стамбене јединице од којих је 250 насељено.
Ово насеље је великим делом насељено Србима (према попису из 2002. године).
|  |

| Демографија | Демографија | Демографија |
| Година      | Становника  | Становника  |
| ----------- | ----------- | ----------- |
| 1948.       | 923         |             |
| 1953.       | 966         |             |
| 1961.       | 1.027       |             |
| 1971.       | 905         |             |
| 1981.       | 920         |             |
| 1991.       | 920         | 882         |
| 2002.       | 787         | 850         |
| 2011.       | 720         |             |
| 2022.       | 510         |             |

| Етнички састав према попису из 2002.‍ | Етнички састав према попису из 2002.‍ | Етнички састав према попису из 2002.‍ | Етнички састав према попису из 2002.‍ | Етнички састав према попису из 2002.‍ |
| ------------------------------------ | ------------------------------------ | ------------------------------------ | ------------------------------------ | ------------------------------------ |
|                                      |                                      |                                      |                                      |                                      |
| Срби                                 | Срби                                 |                                      | 767                                  | 97,45%                               |
| Власи                                | Власи                                |                                      | 15                                   | 1,90%                                |
| Црногорци                            | Црногорци                            |                                      | 2                                    | 0,25%                                |
| Румуни                               | Румуни                               |                                      | 1                                    | 0,12%                                |
| Македонци                            | Македонци                            |                                      | 1                                    | 0,12%                                |
| непознато                            | непознато                            |                                      | 1                                    | 0,12%                                |

| Година пописа     | 1948. | 1953. | 1961. | 1971. | 1981. | 1991. | 2002. |
| ----------------- | ----- | ----- | ----- | ----- | ----- | ----- | ----- |
| Број домаћинстава | 206   | 216   | 239   | 254   | 282   | 281   | 268   |

| Број чланова      | 1  | 2  | 3  | 4  | 5  | 6  | 7 | 8 | 9 | 10 и више | Просек |
| ----------------- | -- | -- | -- | -- | -- | -- | - | - | - | --------- | ------ |
| Број домаћинстава | 55 | 72 | 39 | 60 | 25 | 13 | 4 | 0 | 0 | 0         | 2,94   |

| Пол    | Укупно | Неожењен/Неудата | Ожењен/Удата | Удовац/Удовица | Разведен/Разведена | Непознато |
| ------ | ------ | ---------------- | ------------ | -------------- | ------------------ | --------- |
| Мушки  | 316    | 81               | 211          | 14             | 9                  | 1         |
| Женски | 333    | 50               | 208          | 56             | 18                 | 1         |
| УКУПНО | 649    | 131              | 419          | 70             | 27                 | 2         |

| Пол    | Укупно                    | Пољопривреда, лов и шумарство | Рибарство                            | Вађење руде и камена | Прерађивачка индустрија       |
| ------ | ------------------------- | ----------------------------- | ------------------------------------ | -------------------- | ----------------------------- |
| Мушки  | 191                       | 27                            | 1                                    | 12                   | 115                           |
| Женски | 168                       | 61                            | 0                                    | 2                    | 81                            |
| УКУПНО | 359                       | 88                            | 1                                    | 14                   | 196                           |
| Пол    | Производња и снабдевање   | Грађевинарство                | Трговина                             | Хотели и ресторани   | Саобраћај, складиштење и везе |
| Мушки  | 5                         | 5                             | 12                                   | 2                    | 3                             |
| Женски | 0                         | 1                             | 9                                    | 8                    | 0                             |
| УКУПНО | 5                         | 6                             | 21                                   | 10                   | 3                             |
| Пол    | Финансијско посредовање   | Некретнине                    | Државна управа и одбрана             | Образовање           | Здравствени и социјални рад   |
| Мушки  | 0                         | 2                             | 2                                    | 2                    | 1                             |
| Женски | 0                         | 0                             | 0                                    | 3                    | 1                             |
| УКУПНО | 0                         | 2                             | 2                                    | 5                    | 2                             |
| Пол    | Остале услужне активности | Приватна домаћинства          | Екстериторијалне организације и тела | Непознато            | Непознато                     |
| Мушки  | 2                         | 0                             | 0                                    | 0                    | 0                             |
| Женски | 2                         | 0                             | 0                                    | 0                    | 0                             |
| УКУПНО | 4                         | 0                             | 0                                    | 0                    | 0                             |

Галерија